# Иванов, Артемий Васильевич
Арте́мий Васи́льевич Ивано́в (5 (18) мая 1906, Молодечно — 22 января 1992) — советский зоолог-эволюционист, доктор биологических наук, профессор, действительный член Академии наук СССР, лауреат Ленинской премии, внесший большой вклад в изучение морской фауны и описавший погонофор как отдельный тип животного царства.

## Биография

### Студенческие годы
Родился в семье железнодорожного врача. После начала Первой мировой войны семья эвакуировалась в Пензенскую губернию, затем Ивановы переехали в Гомель. Ещё в школьные годы Артемий увлекся биологией, собирал растения и насекомых. После окончания в Гомеле школы II ступени в 1924 году поступил в Горецкий сельскохозяйственный институт (позже — Белорусская государственная сельскохозяйственная академия). Учился сначала на агрономическом отделении сельскохозяйственного факультета, а потом перешел на отделение лесного хозяйства. Там он познакомился с заведующим кафедрой зоологии, профессором Соловьевым П. Ф., который пригласил Артемия Иванова работать на кафедре в качестве лаборанта. Активно изучал фауну Горецкого края и собрал интересную коллекцию бабочек. В 1925 году в «Трудах Горецкого сельскохозяйственного института» опубликовал свою первую научную работу «Список дневных и сумеречных бабочек». Со временем у Артемия победила тяга к зоологии и поэтому в 1926 году А. В. Иванов перевёлся на второй курс биологического отделения физико-математического факультета Ленинградского университета, который окончил в 1930 году.
Во время учёбы в Ленинградском университете он специализировался на кафедре зоологии беспозвоночных животных, которой руководил профессор В. А. Догель. Когда в конце 1920-х годов профессор В. А. Догель был объявлен буржуазным ученым и его кафедру планировали закрыть, студент А. В. Иванов отказался голосовать за закрытия кафедры. Это вызвало недовольство партийного руководства университета.

### Работа в Тихоокеанском институте рыбного хозяйства и океанографии и Государственном гидрологическом институте
После окончания университета А. В. Иванов был принят на работу на Тихоокеанскую научно-промысловую станцию во Владивостоке, преобразованную позднее в Тихоокеанский институт рыбного хозяйства и океанографии. Работал вначале лаборантом, а затем научным сотрудником и начал изучать биологию промысловых видов моллюсков и креветок, участвуя в океанографических экспедициях в заливе Петра Великого и в Татарском проливе. В 1932 году А. В. Иванов перешел на работу в Государственный гидрологический институт на должность старшего научного сотрудника. Участвовал в научных экспедициях в Охотском, Беринговом и Чукотском морях, во время которых начал собирать материалы по паразитическим брюхоногим моллюскам.

### Учёба в аспирантуре. В годы Великой Отечественной войны
В 1934 году Иванов вернулся в Ленинград и поступил в аспирантуру Петергофского биологического института, где в 1938 году защитил кандидатскую диссертацию на тему «Организация и образ жизни паразитического моллюска».
В начале Великой Отечественной войны он записался в народное ополчение, но потом был отозван для работы в организованной по заданию Ленгорздрава лабораторию по борьбе с насекомыми — переносчиками инфекционных заболеваний. В марте 1942 года вместе с преподавателями Ленинградского университета был эвакуирован в Саратов. Вылечившись от дистрофии, А. В. Иванов по заданию Саратовского облисполкома занимался выяснением возможности использования пресноводных моллюсков в качестве дополнительного питания. В 1942 году был утвержден в звании доцента, в начале 1944 года защитил диссертацию на соискание ученой степени доктора биологических наук на тему «Паразитические гастроподы, их организация и развитие». В 1945 году избран профессором Ленинградского университета.

### Исследования в послевоенный период
В 1946 году Иванов А. В. отправился в экспедицию на Южный Сахалин, во время которой продолжил исследовать плоских червей и погонофор — морских животных, которые живут в хитиновых трубках. Он доказал, что это самостоятельные типы животных у которых нет кишечника. Как считают многие ученые, исследования этих животных, стали одним из выдающихся достижений зоологии XX века.
А. В. Иванов высказывал своё отрицательное отношения к «мичуринской биологии» и учению Т. Д. Лысенко, выступавшего против генетики, после сессии ВАСХНИЛ в 1948 году. В результате ему объявили выговор за «недостойное поведение».
В 1955 году Иванов А. В. подписал «Письмо́ трёхсо́т» направленное 11 октября 1955 года в Президиум ЦК КПСС и которое содержало оценку состояния биологии в СССР к середине 1950-х годов, критику научных взглядов и практической деятельности Т. Д. Лысенко (лысенковщина).
В 1960 году он опубликовал монографию, в которой описал 44 вида погонофор. Эта монография была переведена на английский и французский языки. В 1959 году он был избран членом Германской академии естественных наук.
В 1961 году за эту работу Иванову И. В. была присвоена Ленинская премия, а в 1963 году монография была удостоена премии Академии наук СССР имени И. И. Мечникова. За свои научные работы Иванов А. В. получил в 1975 году золотую медаль Академии наук СССР и был избран членом-корреспондентом АН СССР. В 1981 году Иванов А. В. избран академиком Академии наук СССР.
В 1960 −1975 гг. работал в Зоологическом институте РАН заведующим лабораторией эмбриологии, заместителем директора института, а также по совместительству — профессором Ленинградского университета.
А. В. Иванов автор более 170 научных статей и монографий. Неоднократно представлял российскую науку за рубежом, участвуя в международных научных конференциях и чтении лекции в ФРГ, Англии, Румынии, Чехословакии и ГДР.
Семья
Жена — Ольга Миха́йловна Ивано́ва-Каза́с (15 (28) декабря 1913 — 17 января 2015) — советский и российский эмбриолог, доктор биологических наук, крупный специалист по развитию животных, профессор Санкт-Петербургского государственного университета, почётный член РАЕН.

## Награды и премии
- орден Ленина (1982)
- орден Октябрьской Революции (1967)
- орден Трудового Красного Знамени(1975)
- медали СССР
- золотая медаль Академии наук СССР (1975)
- Ленинская премия (1961)
- премия Академии наук СССР имени И. И. Мечникова (1963)

## Основные работы
- Морфологические адаптации к паразитическому образу жизни // Учёные записки ЛГУ. Сер. биологических наук", 1937, т. 3, в. 4.
- Класс брюхоногих моллюсков (Gastropoda) // Руководство по зоологии. М.; Л., 1940
- Бескишечные турбеллярии южного побережья Сахалина // Труды Зоологического института АН СССР. 1952. Т. 12. С. 40-132.
- Строение Udonella caligorum Johnston и положение Udonellidae в системе плоских червей // Паразитологический сборник. 1952, № 14.
- Промысловые водные беспозвоночные, М., 1955.
- Погонофоры.— М.; Л.: 1960 (Фауна СССР. Новая сер., № 75).
  - Pogonophora. — N. Y., L.: 1963.
- Embranchment des Pogonophores // Traité de Zoologie. 1960, t. 5, fasc. 2.
- Происхождение многоклеточных животных: Филогенетические очерки. — Л.: 1968.
- Иванов А. В., Мамкаев Ю. В. Ресничные черви (Turbellaria), их происхождение и эволюция. Филогенетические очерки. — Л.: 1973.
- Иванов А. В., Селиванова Р. В. Новый вид погонофор, обитающий на гниющей древесине, — Scterolinium javanicum sp. n. // Биология моря. 1992. № 1-2. С. 27-39.
- Иванов А. В., Колчинский Э. И. Пути и закономерности эволюции // Протисты. Руководство по зоологии / Ред. С. Д. Степаньянц. СПб.: 2000. С. 29-85;
- Систематика и её задачи // Там же. С. 85—97;
- Система животного мира // Там же. С. 97—113.

## Память
Именем А. В. Иванова назван вид разноногих ракообразных, а также равноногий рак, обнаруженный в Курило-Камчатской впадине на глубинах 3-4 километра.

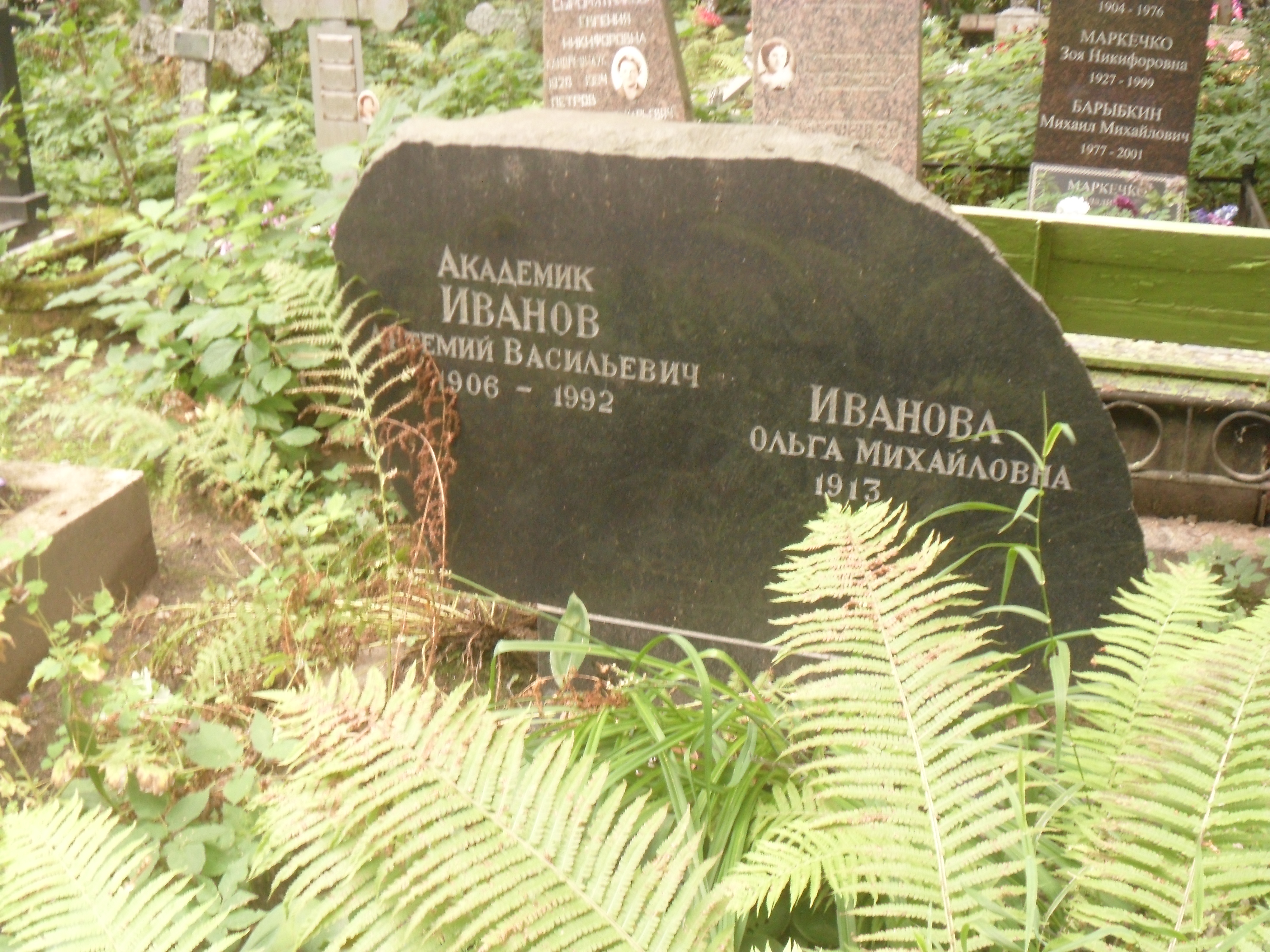
Могила А. В. Иванова на Богословском кладбище Санкт-Петербурга.